# Oncocnemis conjugata
Oncocnemis conjugata är en fjärilsart som beskrevs av Chen. Oncocnemis conjugata ingår i släktet Oncocnemis och familjen nattflyn. Inga underarter finns listade i Catalogue of Life.